# Bassin xérique
 (décembre 2022).
Les bassins xériques sont un biome aquatique correspondant à des étendues d'eau au milieu de régions arides. Généralement à sec, ces bassins se remplissent lors des rares pluies, parfois espacées de dizaines d'années.
Dans le cas du lac Eyre en Australie et d'autres lacs dans l'État de Chihuahua au Mexique, il s'agit de lacs salés. De ce fait, on peut y observer un nombre important d'espèces endémiques.
Les bassins xériques sont parfois appelés nappes d'eau épisodiques ou bassins artésiens.

## Géographie
Dans le global 200 du WWF, 3 écorégions - en danger - sont répertoriées dans la catégorie des bassins xériques :
- les eaux douces d'Australie centrale, 1 340 000 km2 ;
- les eaux douces d'Anatolie, (Asie occidentale, près des littoraux méditerranéens syriens et turcs) ;
- les eaux douces du Chihuaha, alimentées principalement par le Rio Conchos, situées dans le sud des États-Unis (Texas, Arizona, Nouveau-Mexique) et dans l'État mexicain de Chihuahua.